# Sigismond Louis Lerber
Sigismond Louis Lerber (auch Sigmund Ludwig von Lerber; 29. September 1723 in Bern; † 20. April 1783 ebenda) war ein Schweizer Rechtswissenschaftler, Dichter, Richter und Politiker.

## Leben
Lerber stammte aus der Berner Patrizierfamilie Lerber und war Sohn des Berner Grossrats Franz Ludwig von Lerber. Er absolvierte die Berner Lateinschule und wurde an der Universität Strassburg immatrikuliert. Seine Kenntnisse in den Rechtswissenschaften erlangte er teilweise im Studium an den Universitäten von Strassburg, Tübingen, Utrecht und Paris und teilweise im Selbststudium. Auch soll er in dieser Zeit mit europäischen Dichtern in Kontakt getreten sein und seine poetischen Fähigkeiten ausgebildet haben. Einen akademischen Grad erlangte er allerdings nie.
Lerber kehrte nach Bern zurück. Dort setzte er sich 1748 gegen Mitbewerber als Nachfolger von Gottlieb Jenner durch und wurde an der Hohen Schule Professor der Rechte. An der Hochschule amtierte er ausserdem von 1756 bis 1759 als Rektor. Seinen Lehrstuhl gab er 1763 zurück.
Lerber wurde 1755 Mitglied des bernischen Grossen Rats, 1757 zudem der Appellationskammer. In den Jahren 1761 und 1762 wurde ihm die Neuredaktion der Berner Stadtsatzungen übertragen, unter anderem der Gerichtssatzung und des Zivilgesetzbuchs. Von 1763 bis 1770 war er Landvogt der Landvogtei Trachselwald und amtierte auf Schloss Trachselwald. 1770 kehrte er nach Bern zurück, wurde dort abermals Mitglied der Appellationskammer. Dort wirkte er bis kurz vor seinem Tod.
Lerber hat sich einerseits als Dichter und andererseits als früher Vertreter eines juristischen Historismus einen Namen gemacht.

## Werke (Auswahl)
- Essays de poesie. Den Haag (= La Haye) 1749.[1]
- Recherches sur l’origine de la loi naturelle. Zürich 1752.
- Erneuerte Gerichts-Satzung vor Die Stadt Bern, Und Derselben Teutsche Städte und Landschafften. Hoch-Obrigkeitliche Druckerey, Bern 1762.
- Essais sur l’étude de la morale. Bern 1776.
- Oposcules. Société Typographique, Bern 1778.
- Prælectio De Fontibus Juris Patrii. Hochobrigkeitliche Buchdruckerey, Bern 1788.
- Poésies et opuscules philosophiques. Bern 1792.